# 湖北省
湖北省，简称“鄂”，别称楚、荆楚，中华人民共和国一级行政区，省会为武汉市。湖北省位于中国中部（华中地区）、长江中游、洞庭湖以北，东连安徽省，东南和南邻江西、湖南两省，西靠重庆市，西北与北接陕西、河南两省。东西长约740公里，南北宽约470公里，面积18.59万平方公里，占全国总面积的1.94％，居全国第14位。全省常住总人口5834万。省人民政府駐武汉市武昌区洪山路7号。湖北省地跨北纬29°01′53″～33°6′47″、东经108°21′42″～116°07′50″。最东端是黄梅县，最西端是利川市，最南端是来凤县，最北端是郧西县。

## 历史

### 先秦至隋唐
湖北又称“千湖之省”，以在洞庭湖之北而得名。早在七八十万年前，远古时代郧阳人、长阳人就在湖北地区劳作繁衍生息。今武汉周边在西周中叶属于鄂国，湖北北部有随国、古麋国、罗国等诸侯国，春秋時期这些小国全部被楚国吞并，湖北西北部的汉水流域为楚文化的发源地，中部大部分被沼泽覆盖，是历史上著名的“云梦泽”。先秦春秋战国时期，湖北属于楚国，湖北西部是楚国发源地，楚庄王曾问鼎中原。楚国的国都在今湖北省荆州市——纪南古城。

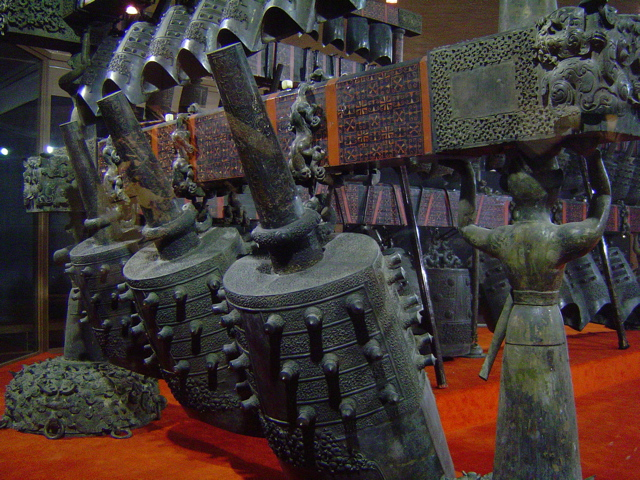
上世纪七十年代出土于湖北随州的战国编钟（又称曾侯乙编钟），现收藏于湖北省博物馆

秦始皇帝统一中国后，征伐岭南的秦军要经此南下，因此成为交通要道，人口开始增加，沼泽经过排水逐渐成为良田。秦在今湖北地区设立郡县。为避秦始皇父亲的名讳，将楚改称荆山（今南漳）之"荆"。因此后来湖北就多称荆州，有时合称荆楚；
汉代设置江夏郡和南郡；均属于荆州刺史部；
三国时代成为蜀汉和吴国必争之地，鄂东主体属于吴国；
晋代设置荆州；东晋和南北朝时，这里分属于荆州和郢州，由于永嘉之祸后大量中原达官贵人和士族南迁，带来的先进文化和技术使得长江中下游平原的农业得到大发展。
唐代时今湖北省分属山南东道、淮南道、江南西道和黔中道。荆襄鄂地区成为全国著名的粮食产区之一。

### 宋元明清
宋代设置荆湖北路和京西南路，宋真宗之后今湖北地区逐渐繁荣；湖北成为重要的粮食，茶叶，棉花产地和四川到长江下游地区的中转地。
靖康之变后，这里受到金兵的蹂躏而被破坏；南宋後期，蒙古宋朝在此地發生長達十餘年的襄樊之戰。
元代设置湖广等处行中书省，汉阳由汉阳军升为汉阳府，武昌成为两湖流域乃至湖广地区政治，军事，农业文化的中心，武汉双府衙武昌府与汉阳府使得武汉成为长江流域三大中心城市之一。
明代设置湖广布政使司，湖北农业经济得到很大发展，有“湖广熟，天下足”的美誉。明末清初商贸发展繁荣，有三大茶市之一的汉口、四大米市之一的沙市、其中汉阳府治汉口镇成为当时四大名镇之一。
清代早期属于湖广省，省治武昌府，康熙3年（1664年）后分湖广布政使司为左右2个布政使司，康熙6年（1667年），湖广左右布政使司分别改名为湖北布政使司和湖南布政使司，湖北、湖南两省从此定名，沿袭至今。湖北省会仍在武昌。清代的湖北省下辖武昌府、汉阳府、荆州府、襄阳府、黄州府、安陆府（钟祥）、德安府（安陆）、郧阳府、宜昌府、施南府（恩施）和荆门直隶州。汉阳府治汉口镇曾成为清代天下四聚之一——北则京师，南则佛山，东则苏州，西则汉口，可见在开埠前已成为有名的商业重镇。1860年第二次鸦片战争后，外国资本沿长江上溯，汉口辟为商埠，并在旧市镇的下游设立了汉口英租界。1895年到1898年，又陆续设立了汉口德租界、汉口俄租界、汉口法租界和汉口日租界。另外，在1877年和1896年，宜昌和沙市也相继开辟为商埠。同一时期，洋务运动兴起，湖广总督张之洞在湖北兴办大量洋务企业，包括汉阳铁厂、汉阳兵工厂等，使得湖北成为中国主要的工业省份之一。

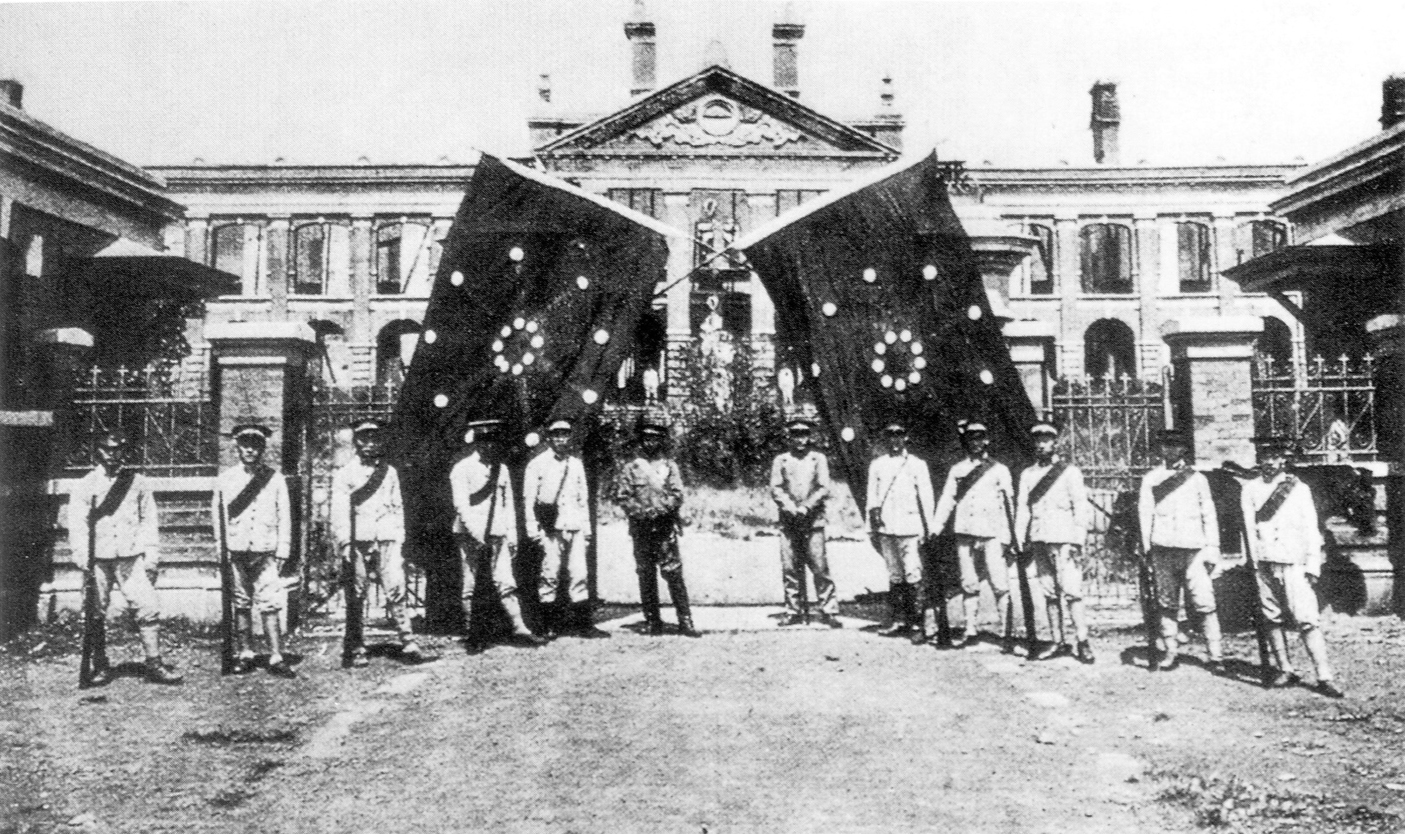
武昌起义后，革命党人组建鄂軍都督府

### 民国至共和国
1911年辛亥革命在湖北打响的第一枪（武昌起义），导致中华民国成立。
中华民国成立后经济缓慢发展，又在抗日战争中又受到严重破坏，1938年6月开始的武汉会战进行了四个半月，是中国抗日战争初期中时间最长、规模最庞大的战役。
中华人民共和国成立后，原中南局设置在武汉，管辖湖北、湖南、河南、江西、广东、广西等六个省区，湖北经济发展迅速，20世纪60年代以前是中南地区的中心。90年代前，武汉长期是中国前五大城市。
2020年1月，由于2019冠状病毒病疫情扩散，湖北省各地相继“封城”。2020年3月25日，武汉市以外的离鄂通道管控解除，4月8日解除离汉通道管控，全省恢复对外交通。

## 地理

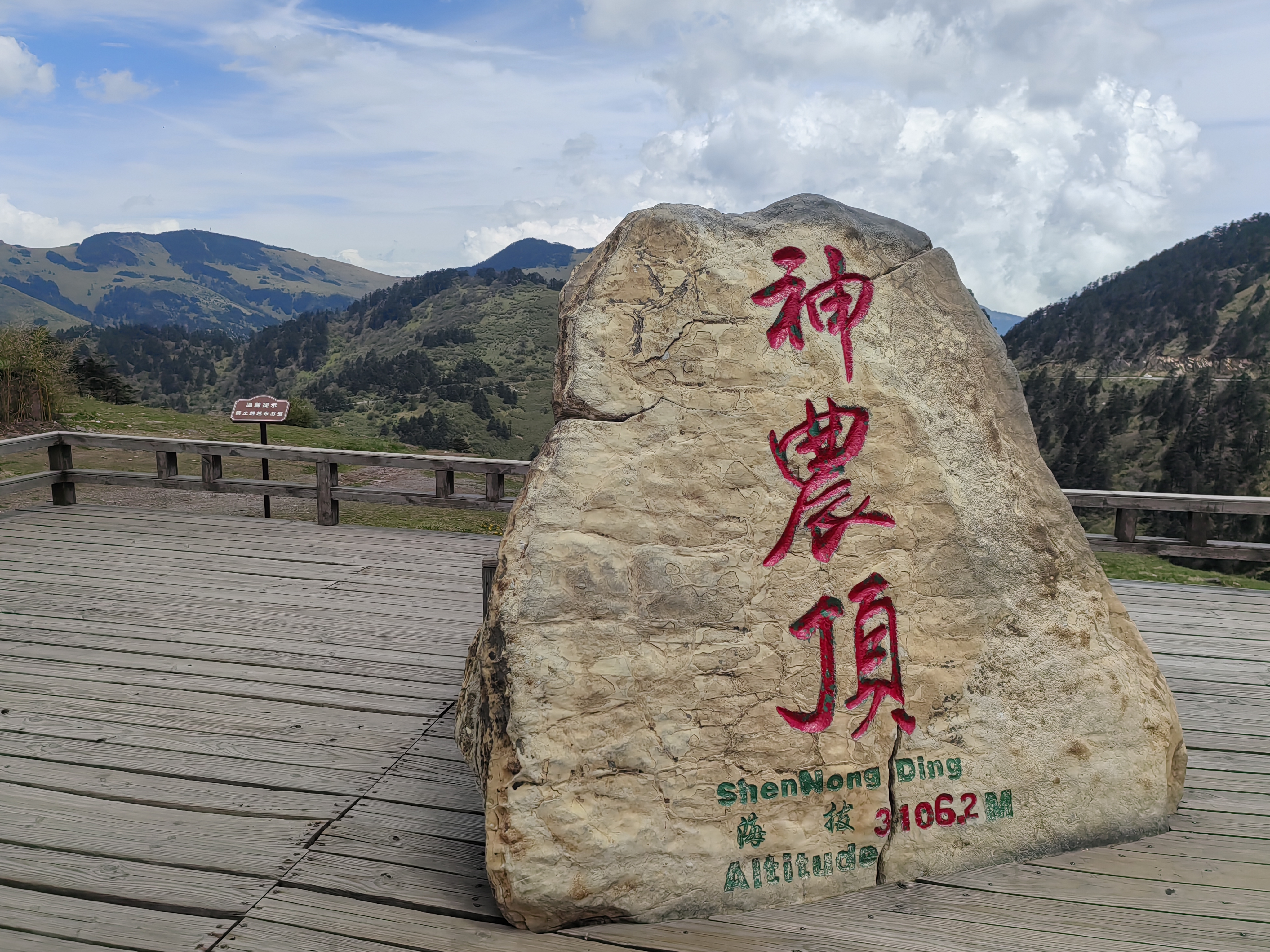
左前方遠處為神农架神农顶

湖北省位于中国大陆的华中地区，地处“秦岭—淮河”分界线以南，因而是南方省份，气候为副热带季风气候。 接邻省区有安徽、江西、湖南、重庆、陕西和河南。
湖北省三面环山，西部是大巴山区，东北部是大别山区，东部为幕阜山丘陵，中南部为江汉平原，长江横穿全省，长江三峡有两峡在湖北境内，在湖北境内一段是长江弯道最多的“荆江河曲”，湖泊众多。大巴山东段的神农架在远古冰河时期受周围山地的保护，成为动植物的避难所，有许多活化石孓遗物种被保护下来，武当山位于西北部十堰境内。

### 地形
湖北山地为56％，丘陵岗地为24％，平原占20％，三面环山，中间低平。地形可以分为四类：
- 鄂西山地
- 江汉平原
- 鄂东北低山丘陵
- 鄂东南低山丘陵

### 河流湖泊
湖北河网密布、水系发育、水资丰富。据2003《湖北农业年鉴》湖北全省拥有1194条大小河流。湖北湖泊众多，面积大于0.5平方公里有一千余个，因此被称为“千湖之省”。湖北如今百亩以上湖泊仅有750余个，截至2012年省內湖泊總面積為2705.984平方千米，同年10月1日起正式执行《湖北省湖泊保护条例》。
- 长江向东横贯，境内流长1061公里。
- 汉江是长江最大的支流，北向东南，蜿蜒境内878公里。
- 洪湖是中国重要的湿地自然保护区，被誉为“湖北之肾”，系中国第七大淡水湖，湖北省第一大湖。现有湖面面积348.33平方公里。
- 东湖曾是中国最大的城中湖，湖面面积33平方公里，为杭州西湖的六倍。（现最大城中湖为汤逊湖）
- 梁子湖面积227.15平方公里，处在武汉、黄石、鄂州、咸宁的交界处。

### 气候
屬於亞熱帶季風氣候，鄂西南长江三峡以南属于中亞熱帶濕潤區，其余广大地区属于北亚热带湿润区，具有季节变化明显和南北过渡性的气候特征。
年降水量800-1600毫米，自东南向西北递减。
| 武汉市气象数据（平均数据自1981年统计至2010年，极端数据自1951年统计至今） | 武汉市气象数据（平均数据自1981年统计至2010年，极端数据自1951年统计至今） | 武汉市气象数据（平均数据自1981年统计至2010年，极端数据自1951年统计至今） | 武汉市气象数据（平均数据自1981年统计至2010年，极端数据自1951年统计至今） | 武汉市气象数据（平均数据自1981年统计至2010年，极端数据自1951年统计至今） | 武汉市气象数据（平均数据自1981年统计至2010年，极端数据自1951年统计至今） | 武汉市气象数据（平均数据自1981年统计至2010年，极端数据自1951年统计至今） | 武汉市气象数据（平均数据自1981年统计至2010年，极端数据自1951年统计至今） | 武汉市气象数据（平均数据自1981年统计至2010年，极端数据自1951年统计至今） | 武汉市气象数据（平均数据自1981年统计至2010年，极端数据自1951年统计至今） | 武汉市气象数据（平均数据自1981年统计至2010年，极端数据自1951年统计至今） | 武汉市气象数据（平均数据自1981年统计至2010年，极端数据自1951年统计至今） | 武汉市气象数据（平均数据自1981年统计至2010年，极端数据自1951年统计至今） | 武汉市气象数据（平均数据自1981年统计至2010年，极端数据自1951年统计至今） |
| 月份                                                                     | 1月                                                                      | 2月                                                                      | 3月                                                                      | 4月                                                                      | 5月                                                                      | 6月                                                                      | 7月                                                                      | 8月                                                                      | 9月                                                                      | 10月                                                                     | 11月                                                                     | 12月                                                                     | 全年                                                                     |
| ------------------------------------------------------------------------ | ------------------------------------------------------------------------ | ------------------------------------------------------------------------ | ------------------------------------------------------------------------ | ------------------------------------------------------------------------ | ------------------------------------------------------------------------ | ------------------------------------------------------------------------ | ------------------------------------------------------------------------ | ------------------------------------------------------------------------ | ------------------------------------------------------------------------ | ------------------------------------------------------------------------ | ------------------------------------------------------------------------ | ------------------------------------------------------------------------ | ------------------------------------------------------------------------ |
| 历史最高温 °C（°F）                                                      | 25.4 (77.7)                                                              | 29.1 (84.4)                                                              | 32.4 (90.3)                                                              | 35.1 (95.2)                                                              | 36.1 (97.0)                                                              | 37.8 (100.0)                                                             | 39.7 (103.5)                                                             | 39.6 (103.3)                                                             | 37.6 (99.7)                                                              | 37.9 (100.2)                                                             | 30.4 (86.7)                                                              | 23.3 (73.9)                                                              | 39.7 (103.5)                                                             |
| 平均高温 °C（°F）                                                        | 8.1 (46.6)                                                               | 10.7 (51.3)                                                              | 15.2 (59.4)                                                              | 22.1 (71.8)                                                              | 27.1 (80.8)                                                              | 30.2 (86.4)                                                              | 32.9 (91.2)                                                              | 32.5 (90.5)                                                              | 28.5 (83.3)                                                              | 23.0 (73.4)                                                              | 16.8 (62.2)                                                              | 10.8 (51.4)                                                              | 21.5 (70.7)                                                              |
| 日均气温 °C（°F）                                                        | 4.0 (39.2)                                                               | 6.6 (43.9)                                                               | 10.9 (51.6)                                                              | 17.4 (63.3)                                                              | 22.6 (72.7)                                                              | 26.2 (79.2)                                                              | 29.1 (84.4)                                                              | 28.4 (83.1)                                                              | 24.1 (75.4)                                                              | 18.2 (64.8)                                                              | 11.9 (53.4)                                                              | 6.2 (43.2)                                                               | 17.1 (62.9)                                                              |
| 平均低温 °C（°F）                                                        | 1.0 (33.8)                                                               | 3.5 (38.3)                                                               | 7.4 (45.3)                                                               | 13.6 (56.5)                                                              | 18.9 (66.0)                                                              | 22.9 (73.2)                                                              | 26.0 (78.8)                                                              | 25.3 (77.5)                                                              | 20.7 (69.3)                                                              | 14.7 (58.5)                                                              | 8.4 (47.1)                                                               | 2.9 (37.2)                                                               | 13.8 (56.8)                                                              |
| 历史最低温 °C（°F）                                                      | −18.1 (−0.6)                                                             | −14.8 (5.4)                                                              | −5.0 (23.0)                                                              | −0.3 (31.5)                                                              | 7.2 (45.0)                                                               | 13.0 (55.4)                                                              | 17.3 (63.1)                                                              | 16.4 (61.5)                                                              | 10.1 (50.2)                                                              | 1.3 (34.3)                                                               | −7.1 (19.2)                                                              | −10.1 (13.8)                                                             | −18.1 (−0.6)                                                             |
| 平均降水量 mm（）                                                        | 48.7 (1.92)                                                              | 65.5 (2.58)                                                              | 91.0 (3.58)                                                              | 135.7 (5.34)                                                             | 166.8 (6.57)                                                             | 218.2 (8.59)                                                             | 228.1 (8.98)                                                             | 117.5 (4.63)                                                             | 74.0 (2.91)                                                              | 80.9 (3.19)                                                              | 60.0 (2.36)                                                              | 29.6 (1.17)                                                              | 1,316 (51.82)                                                            |
| 平均降水天数（≥ 0.1 mm）                                                 | 9.5                                                                      | 9.8                                                                      | 13.1                                                                     | 12.5                                                                     | 12.2                                                                     | 11.8                                                                     | 11.6                                                                     | 9.6                                                                      | 7.5                                                                      | 9.0                                                                      | 8.0                                                                      | 6.9                                                                      | 121.5                                                                    |
| 平均相對濕度（％）                                                       | 76                                                                       | 75                                                                       | 75                                                                       | 75                                                                       | 74                                                                       | 77                                                                       | 77                                                                       | 77                                                                       | 75                                                                       | 76                                                                       | 75                                                                       | 73                                                                       | 75                                                                       |
| 月均日照時數                                                             | 101.9                                                                    | 97.0                                                                     | 121.8                                                                    | 152.8                                                                    | 181.0                                                                    | 170.9                                                                    | 220.2                                                                    | 226.4                                                                    | 175.8                                                                    | 151.9                                                                    | 139.3                                                                    | 126.5                                                                    | 1,865.5                                                                  |
| 可照百分比                                                               | 33                                                                       | 33                                                                       | 31                                                                       | 39                                                                       | 43                                                                       | 43                                                                       | 54                                                                       | 59                                                                       | 48                                                                       | 46                                                                       | 45                                                                       | 43                                                                       | 43                                                                       |
| 来源：中国气象局（1971–2000年间的降水天数和日照数据）                    |                                                                          |                                                                          |                                                                          |                                                                          |                                                                          |                                                                          |                                                                          |                                                                          |                                                                          |                                                                          |                                                                          |                                                                          |                                                                          |

| 宜昌市气象数据（1981年至2010年）                      | 宜昌市气象数据（1981年至2010年） | 宜昌市气象数据（1981年至2010年） | 宜昌市气象数据（1981年至2010年） | 宜昌市气象数据（1981年至2010年） | 宜昌市气象数据（1981年至2010年） | 宜昌市气象数据（1981年至2010年） | 宜昌市气象数据（1981年至2010年） | 宜昌市气象数据（1981年至2010年） | 宜昌市气象数据（1981年至2010年） | 宜昌市气象数据（1981年至2010年） | 宜昌市气象数据（1981年至2010年） | 宜昌市气象数据（1981年至2010年） | 宜昌市气象数据（1981年至2010年） |
| 月份                                                  | 1月                              | 2月                              | 3月                              | 4月                              | 5月                              | 6月                              | 7月                              | 8月                              | 9月                              | 10月                             | 11月                             | 12月                             | 全年                             |
| ----------------------------------------------------- | -------------------------------- | -------------------------------- | -------------------------------- | -------------------------------- | -------------------------------- | -------------------------------- | -------------------------------- | -------------------------------- | -------------------------------- | -------------------------------- | -------------------------------- | -------------------------------- | -------------------------------- |
| 历史最高温 °C（°F）                                   | 22.5 (72.5)                      | 27.6 (81.7)                      | 33.0 (91.4)                      | 36.7 (98.1)                      | 38.7 (101.7)                     | 39.9 (103.8)                     | 40.7 (105.3)                     | 41.4 (106.5)                     | 39.2 (102.6)                     | 35.7 (96.3)                      | 29.8 (85.6)                      | 24.6 (76.3)                      | 41.4 (106.5)                     |
| 平均高温 °C（°F）                                     | 8.8 (47.8)                       | 11.2 (52.2)                      | 16.0 (60.8)                      | 22.6 (72.7)                      | 27.1 (80.8)                      | 30.1 (86.2)                      | 32.3 (90.1)                      | 32.0 (89.6)                      | 28.2 (82.8)                      | 22.6 (72.7)                      | 17.0 (62.6)                      | 11.3 (52.3)                      | 21.6 (70.9)                      |
| 日均气温 °C（°F）                                     | 5.0 (41.0)                       | 7.2 (45.0)                       | 11.3 (52.3)                      | 17.4 (63.3)                      | 22.1 (71.8)                      | 25.5 (77.9)                      | 27.7 (81.9)                      | 27.3 (81.1)                      | 23.5 (74.3)                      | 18.1 (64.6)                      | 12.6 (54.7)                      | 7.3 (45.1)                       | 17.1 (62.8)                      |
| 平均低温 °C（°F）                                     | 2.2 (36.0)                       | 4.1 (39.4)                       | 7.8 (46.0)                       | 13.4 (56.1)                      | 18.1 (64.6)                      | 21.8 (71.2)                      | 24.3 (75.7)                      | 23.8 (74.8)                      | 20.1 (68.2)                      | 14.8 (58.6)                      | 9.4 (48.9)                       | 4.3 (39.7)                       | 13.7 (56.6)                      |
| 历史最低温 °C（°F）                                   | −9.8 (14.4)                      | −4.4 (24.1)                      | −1.3 (29.7)                      | 0.4 (32.7)                       | 8.8 (47.8)                       | 14.7 (58.5)                      | 18.4 (65.1)                      | 17.2 (63.0)                      | 11.4 (52.5)                      | 3.7 (38.7)                       | −0.9 (30.4)                      | −5.4 (22.3)                      | −9.8 (14.4)                      |
| 平均降水量 mm（）                                     | 24.6 (0.97)                      | 39.0 (1.54)                      | 56.0 (2.20)                      | 89.0 (3.50)                      | 124.4 (4.90)                     | 142.2 (5.60)                     | 222.8 (8.77)                     | 199.1 (7.84)                     | 115.3 (4.54)                     | 82.1 (3.23)                      | 48.0 (1.89)                      | 18.5 (0.73)                      | 1,161 (45.71)                    |
| 平均降水天数（≥ 0.1 mm）                              | 7.5                              | 8.7                              | 12.2                             | 12.9                             | 13.5                             | 14.1                             | 15.1                             | 13.1                             | 11.4                             | 11.4                             | 8.6                              | 6.9                              | 135.4                            |
| 平均相對濕度（％）                                    | 74                               | 73                               | 73                               | 73                               | 74                               | 76                               | 80                               | 79                               | 75                               | 76                               | 75                               | 73                               | 75                               |
| 月均日照時數                                          | 77.0                             | 78.9                             | 96.8                             | 133.2                            | 154.1                            | 153.0                            | 186.2                            | 201.3                            | 143.6                            | 132.6                            | 113.6                            | 97.2                             | 1,567.5                          |
| 可照百分比                                            | 24                               | 25                               | 26                               | 35                               | 37                               | 36                               | 43                               | 49                               | 39                               | 38                               | 36                               | 31                               | 35                               |
| 来源：中国气象局（1971−2000年间的降水天数和日照数据） |                                  |                                  |                                  |                                  |                                  |                                  |                                  |                                  |                                  |                                  |                                  |                                  |                                  |

### 资源
铁矿：集中分布在鄂东南和鄂西南地区，尤其是黄石、大冶、鄂州三市县
铜矿：集中分布在黄石、大冶和阳新三市县
盐、石膏、芒硝：集中分布于江汉平原

### 极点和地理中心
- 最北端：十堰市郧西县湖北口回族乡（33°16′22.0″N 109°37′12.1″E / 33.272778°N 109.620028°E）
- 最南端：咸宁市通城县麦市镇（29°01′58.5″N 113°53′29.6″E / 29.032917°N 113.891556°E）
- 最東端：黄冈市黄梅县刘佐乡（29°50′10.0″N 116°07′56.0″E / 29.836111°N 116.132222°E）
- 最西端：恩施土家族苗族自治州利川市文斗镇[12]（29°49′22.2″N 108°21′45.3″E / 29.822833°N 108.362583°E）
- 地理中心：荆门市东宝区子陵镇（31°09′10.3″N 112°14′50.6″E / 31.152861°N 112.247389°E）

## 行政区划
湖北省下辖13个地级行政区，其中包括12个地级市、1个自治州；103个县级行政区，包括39个市辖区、26个县级市、35个县、2个自治县和1个林区；1257个乡级行政区，包括761镇，151乡，10民族乡，335街道。
- 地级市：武汉市（副省级市）、宜昌市、襄阳市、荆州市、鄂州市、黄石市、十堰市、荆门市、孝感市、黄冈市、咸宁市、随州市
- 自治州：恩施土家族苗族自治州
- 省直辖县级行政区：仙桃市、潜江市、天门市、神农架林区

| 武汉市 黄石市 十堰市 宜昌市 襄阳市 鄂州市 荆门市 孝感市 荆州市 黄冈市 咸宁市 随州市 恩施土家族 · 苗族自治州 仙桃市 潜江市 天门市 神农架 · 林区 █ 省直辖县级行政区 |                      |                                |                   |                         |          |              |              |              |              |              |
| 区划代码 | 区划名称             | 汉语拼音                       | 面积 （平方公里） | 常住人口 （2020年普查） | 政府驻地 | 县级行政区划 | 县级行政区划 | 县级行政区划 | 县级行政区划 | 县级行政区划 |
| 区划代码 | 区划名称             | 汉语拼音                       | 面积 （平方公里） | 常住人口 （2020年普查） | 政府驻地 | 市辖区       | 县级市       | 县           | 自治县       | 林区         |
| 420000 | 湖北省               | Húběi Shěng                    | 185,937.41        | 57,752,557              | 武汉市   | 39           | 26           | 35           | 2            | 1            |
| 副省级市 |                      |                                |                   |                         |          |              |              |              |              |              |
| 420100 | 武汉市               | Wǔhàn Shì                      | 8,569.15          | 12,326,518              | 江岸区   | 13           |              |              |              |              |
| 地级市 |                      |                                |                   |                         |          |              |              |              |              |              |
| 420200 | 黄石市               | Huángshí Shì                   | 4,564.56          | 2,469,079               | 下陆区   | 4            | 1            | 1            |              |              |
| 420300 | 十堰市               | Shíyàn Shì                     | 23,666.16         | 3,209,004               | 茅箭区   | 3            | 1            | 4            |              |              |
| 420500 | 宜昌市               | Yíchāng Shì                    | 21,230.14         | 4,017,607               | 西陵区   | 5            | 3            | 3            | 2            |              |
| 420600 | 襄阳市               | Xiāngyáng Shì                  | 19,727.68         | 5,260,951               | 襄城区   | 3            | 3            | 3            |              |              |
| 420700 | 鄂州市               | Èzhōu Shì                      | 1,596.46          | 1,079,353               | 鄂城区   | 3            |              |              |              |              |
| 420800 | 荆门市               | Jīngmén Shì                    | 12,339.43         | 2,596,972               | 东宝区   | 2            | 2            | 1            |              |              |
| 420900 | 孝感市               | Xiàogǎn Shì                    | 8,904.41          | 4,270,371               | 孝南区   | 1            | 3            | 3            |              |              |
| 421000 | 荆州市               | Jīngzhōu Shì                   | 14,099.21         | 5,231,180               | 沙市区   | 2            | 4            | 2            |              |              |
| 421100 | 黄冈市               | Huánggāng Shì                  | 17,457.20         | 5,882,719               | 黄州区   | 1            | 2            | 7            |              |              |
| 421200 | 咸宁市               | Xiánníng Shì                   | 9,751.50          | 2,658,316               | 咸安区   | 1            | 1            | 4            |              |              |
| 421300 | 随州市               | Suízhōu Shì                    | 9,613.86          | 2,047,923               | 曾都区   | 1            | 1            | 1            |              |              |
| 自治州 |                      |                                |                   |                         |          |              |              |              |              |              |
| 422800 | 恩施土家族苗族自治州 | Ēnshī Tǔjiāzú Miáozú Zìzhìzhōu | 24,060.26         | 3,456,136               | 恩施市   |              | 2            | 6            |              |              |
| 省直辖县级行政区 |                      |                                |                   |                         |          |              |              |              |              |              |
| 429004 | 仙桃市               | Xiāntáo Shì                    | 2,519.06          | 1,134,715               | 沙嘴街道 |              | 1            |              |              |              |
| 429005 | 潜江市               | Qiánjiāng Shì                  | 1,993.14          | 886,547                 | 园林街道 |              | 1            |              |              |              |
| 429006 | 天门市               | Tiānmén Shì                    | 2,612.42          | 1,158,640               | 竟陵街道 |              | 1            |              |              |              |
| 429021 | 神农架林区           | Shénnóngjià Línqū              | 3,232.77          | 66,571                  | 松柏镇   |              |              |              |              | 1            |

## 经济

### 发展状况
2016年，全省完成生产总值核实为32297.91亿元，排名第七，人均GDP为55196元（资料来源于湖北省统计局2017统计年鉴，按去年平均汇率计算，人均GDP为8133美元，中部第一）按可比价格计算，比上年增长13.8%,连续8年保持两位数增长。三产GDP比重变化，2016年，湖北产业结构稳步升级，全省第一、二、三产业分别完成增加值3499.3亿元、14375.13亿元和14423.48元，分别增长3.9%、7.8%和9.5%。三次产业结构为10.8:44.5:44.7。
2016年湖北省地方财政总收入4974亿元，增长5.7%。其中,地方一般预算收入3102.02亿元，增长7.3%。湖北省地方一般预算收入中,税收收入2122.89亿元，增长7.7%。全省地方一般预算支出完成支出6453.07亿元，增长5.0%。
2016年，全省城镇居民家庭人均可支配收入达到21787元，增长8.8%，城镇常住居民人均可支配收入29386元，增长8.6%；农村常住居民人均可支配收入12725元，增长7.4%。
与其他省份的经济发展速度相比，湖北的发展速度属于中等偏上；高于全国平均速度。2016年，湖北城镇化率达到56.85%，领先于中西部各省，仅次于东部沿海以及东北地区，全国排行第七。湖北是中国重要的科技教育基地之一，国家千人计划项目，截止目前，人数已经位于全国第四，仅次于北京，上海，江苏。2016年，全省登记省级重大科技成果2022项，技术合同成交额927.73亿元。全省高新技术产业增加值达到5574.54亿元。省会武汉是中国5大教育科研基地之一，拥有国家级实验室1间，中科院直属研究机构7家，国家重点实验室21家，国家大学科技园3家以及80所高等院校，含2所985以及7所211工程院校，2016年，武汉的大学生数量，本科以上达到100余万，源源不断的大学生人才也使得武汉光谷多次得到国家关注，是国家三个自主创新示范区之一，推动了整个湖北的高等教育科研发展。2010年全省共有普通高等院校120所，中等职业学校413所，其中黄冈中学与华师一附中全国闻名。湖北省提出鄂西生态圈，武汉城市圈配合长江经济带，一主两副协调发展，已取得明显成效。

### 外贸状况
2016年，全省累计进出口总额2,600.1亿美元，下降8.3%。其中，出口1,720.1亿元，下降5.3%，比全国平均增幅高15个百分点；进口880.0亿美元，下降13.6%。
全年外商直接投资101.29亿美元，增长13.2%。
2016年，全省外商直接投资新批项目235个，实际利用外资金额101.29亿美元，同比增长13.2％。

### 支柱产业
湖北的十大支柱产业分别为：汽车、钢铁、石化、食品、电子信息、纺织、装备制造、建材、生物医药和金融。其销售收入过千亿元，其中汽车、钢铁、石化、食品主营业务突破3千亿元。

### 农业

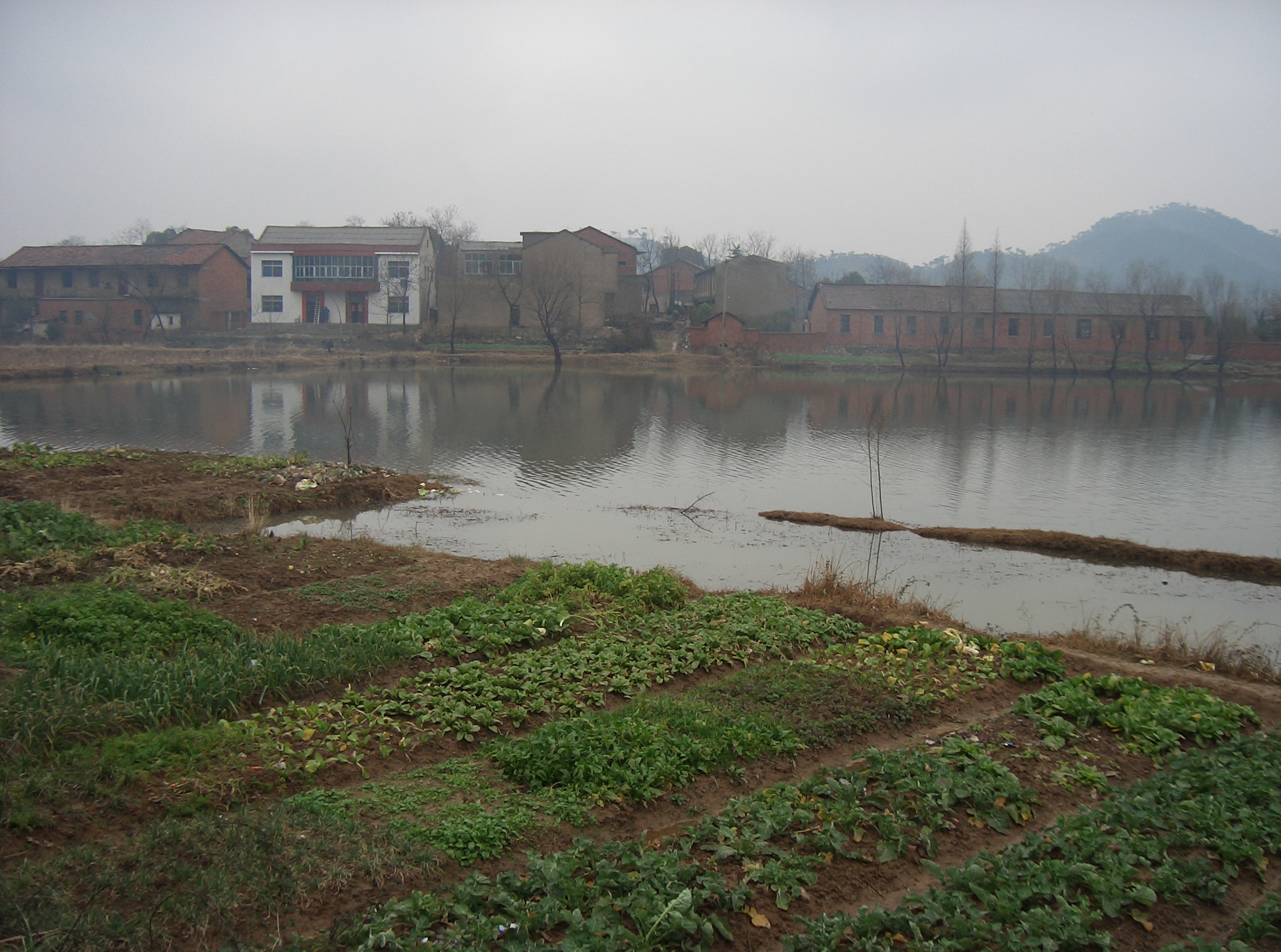
2005年的蕲春乡间

湖北农业是中国北方产麦区和南方产稻区之间的过渡区，因此已经实现稻麦和棉麦两熟，南部实现了双季稻和三季稻，因此农业产量相当高。由于湖泊众多，水产养殖是湖北的强项，是中国三大淡水养殖区之一，长江鱼苗可以供应全国，著名的“武昌鱼”更是闻名遐迩。2016年，农林牧渔业增加值达到3780.79亿元,按可比价计算比上年增长4.0%。粮食总产量2554.11万吨,连续8年丰收,比上年增产14.54亿斤,增长3.14%。生猪出栏增长1.1%,禽蛋、水产品产量分别增长3.3%、3.4%。油菜籽、淡水产品产量继续保持全国第一。水果、茶叶、蔬菜产量分别增长18.4%、11.2%、7.3%。林业全年植树造林任务超额完成,林业产值增长9.9%。

### 工业
2016年，湖北GDP32297.91亿元，进入全国第七位，比2015年提高了一位。湖北的轻重工业都比较发达，工业产值占总产值一半以上，其中重工业多集中在武汉、宜昌、黄石、襄阳、十堰等地。例如，中国最大钢铁公司宝武钢铁集团的子公司武汉钢铁（集团）公司位于武汉；中国三大汽车制造厂之一东风汽车公司总部位于武汉，在武汉、十堰和襄阳设有工厂；长江第一座大坝葛洲坝和世界上规模最大的水利枢纽三峡水利枢纽在宜昌境内。湖北矿产丰富，有大冶铁矿，应城石膏矿，荆襄磷矿等，因此冶金工业和有色金属冶炼工业历史悠久，比较发达。2016年,全省规模以上工业实现产值4.51万亿元，增速达到6.8%。全省39大类行业中，38个实现增长，26个增长20%以上，16个增速超过30%。实现销售产值4.87万亿元,增长11.5%。工业品产销率97.3%。全省完成出口交货值1931.2亿元,增长8.7%，全省规模以上工业实现营业收入26934.77亿元,增长35.3%。全省规模以上工业实现利润1497.41亿元，增长29.3%，慢于产值增幅7.3个百分点。股份制企业完成增加值5095.04亿元,占全省的59.5%,同比提高5.7个百分点；外商及港澳台企业、其他经济类型企业(民营企业为主)分别增长14.4%、33.7%。

## 交通
湖北位于中国内陆腹地，交通发达，省会武汉市有“九省通衢”之称。从湖北前往中国任何一个省级行政区，最多只需要跨越两个省份。

### 公路
国道：316国道、318国道、106国道、107国道、207国道、209国道、346国道等
高速公路：G4京港澳高速公路、G42沪蓉高速公路、G45大广高速公路、G50沪渝高速公路、G55二广高速公路、G56杭瑞高速公路、G59呼北高速公路、G70福银高速公路等。

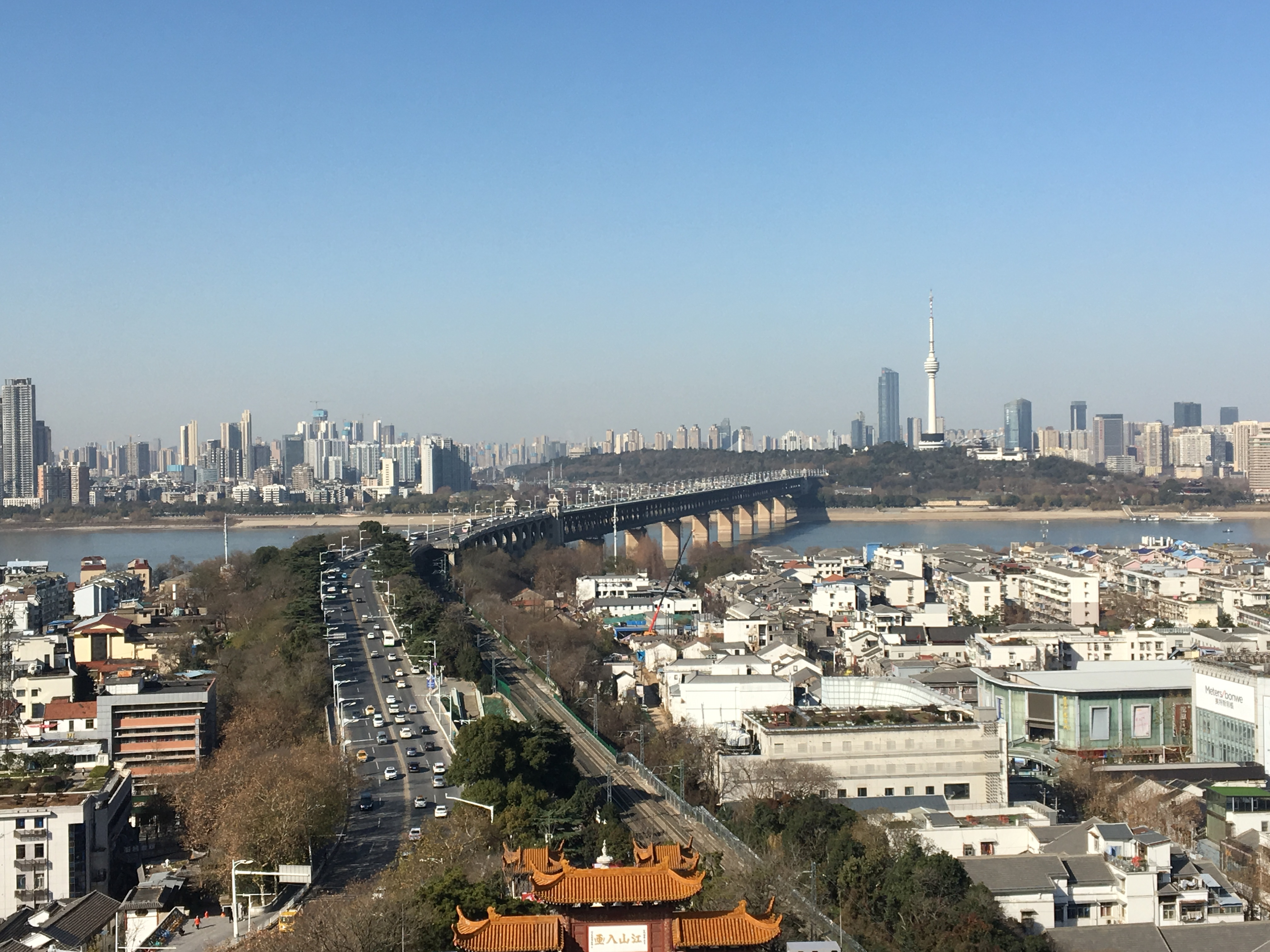
武汉长江大桥

### 桥梁
湖北内有已建和在建的长江大桥超过20座，自上游到下游分别是巴东长江大桥、西陵长江大桥、葛洲坝三江大桥、至喜长江大桥、夷陵长江大桥、宜万铁路宜昌长江大桥、宜昌长江公路大桥、枝城长江大桥、荆州长江大桥、赤壁长江大桥、嘉鱼长江大桥、武汉军山长江大桥、武汉白沙洲长江大桥、武汉杨泗港长江大桥、武汉鹦鹉洲长江大桥、武汉长江大桥、武汉长江二桥、武汉二七长江大桥、武汉天兴洲长江大桥、武汉阳逻长江大桥、黄冈长江大桥、鄂黄长江大桥、鄂东长江大桥、黄石长江大桥、九江长江大桥（大桥南端在江西省境内）。

### 铁路
湖北省内经过的铁路线有京广铁路、京九铁路、宁蓉铁路、汉丹铁路、襄渝铁路、焦柳铁路、武九铁路、武麻铁路、长荆铁路、京广高速铁路、武九客运专线、郑渝高速铁路、汉十高速铁路、黄黄高速铁路、武咸城际铁路以及建设中的沪渝蓉高速铁路等多条铁路线路。

### 航空
湖北省内有八个大中型民用机场，分别是武汉天河国际机场（中国民用航空局指定的华中地区唯一的综合航空枢纽和最大的飞机检修基地）、鄂州花湖国际机场（中国首家货运枢纽机场）、宜昌三峡国际机场、襄阳刘集机场、恩施许家坪国际机场、神农架红坪机场、十堰武当山机场 、荆州沙市机场。

### 水运
湖北内河航运发达，长江、汉水是两大水运干线。

### 城市轨道交通
截至2018年11月武汉地铁是湖北省境内唯一的城市轨道交通系统。现有运营线路10条，共288公里，远期规划25条。

## 人口
| 地区       | 常住人口   | 常住人口   | 比重        | 比重        |
| 地区       | 常住人口数 | 位次       | 2020年      | 2010年      |
| ---------- | ---------- | ---------- | ----------- | ----------- |
| 湖北省     | 57,752,557 | 全国第10位 | 占全国4.09% | 占全国4.27% |
| 武汉市     | 12,326,518 | 1          | 21.34       | 17.10       |
| 黄石市     | 2,469,079  | 11         | 4.28        | 4.24        |
| 十堰市     | 3,209,004  | 8          | 5.56        | 5.84        |
| 宜昌市     | 4,017,607  | 6          | 6.96        | 7.09        |
| 襄阳市     | 5,260,951  | 3          | 9.11        | 9.61        |
| 鄂州市     | 1,079,353  | 13         | 1.87        | 1.83        |
| 荆门市     | 2,596,927  | 10         | 4.50        | 5.02        |
| 孝感市     | 4,270,371  | 5          | 7.39        | 8.41        |
| 荆州市     | 5,231,180  | 4          | 9.06        | 9.94        |
| 黄冈市     | 5,882,719  | 2          | 10.19       | 10.77       |
| 咸宁市     | 2,658,316  | 9          | 4.60        | 4.30        |
| 随州市     | 2,047,923  | 12         | 3.55        | 3.78        |
| 恩施州     | 3,456,136  | 7          | 5.98        | 5.75        |
| 仙桃市     | 1,134,715  | [ 註 3 ]   | 1.96        | 2.05        |
| 潜江市     | 886,547    | [ 註 3 ]   | 1.54        | 1.65        |
| 天门市     | 1,158,640  | [ 註 3 ]   | 2.01        | 2.48        |
| 神农架林区 | 66,571     | [ 註 3 ]   | 0.12        | 0.13        |

2022年末，湖北省常住人口为5844万人，比2021年常住人口5830万人增加14万人。 全省2022年出生人口35.5万人，出生率为6.08‰；死亡人口47.2万人，死亡率为8.09‰；人口自然减少11.7万人，人口自然增长率为-2.01‰。
湖北省2020年总人口为57,752,557人，人口多集中在江汉平原，鄂西山区人口稀疏。湖北省人口自然增长率为5‰，男女性别比为104.1，劳动适龄人口为75.91％，少儿14.28％，老龄人口9.81％。城市人口比重为40.59％。
少数民族有苗族、土家族、回族、满族等50多个，多分布于鄂西，人口277万，占4.8%。

## 文化

### 習俗
- 湖北皮影戲

湖北皮影戏尤以沔阳皮影戏最为著名，沔阳皮影戏以玲珑剔透的影像，优美抒情的唱腔，妙趣横生的台词，别具一格的伴奏、丰富多彩的剧目，形象逼真的效果，形成自己独有的风格。皮影制作材料，经过了鞋壳、纸壳、牛皮与驴皮几个演变价段。皮影制作工艺，采取沔阳剪纸的雕刻、镂空技巧，运用夸张、变形、美化手法，制作出线条细腻、柔和清晰、黑白分明、色彩艳丽、造型隽美、形象逼真的皮影人物形象。影像由头部、身躯、四肢三截组成，表演时能自由活动，并模仿戏剧生、旦、净、末、丑等角色脸谱、头盔、铠甲、服装、道具等式样设计，分辨忠、奸、善、恶，形神兼备，具有鲜明的人物个性与美学特征。沔阳皮影戏内容，有东周列国、楚汉相争、三国、隋唐、月唐、水浒、西游、说岳、杨家将、薛家军、李自成、公案、剑侠等传统剧目100多个。
- 荊州花鼓戏

    荆州花鼓戏原称“沔阳花鼓戏”，俗称“花鼓子”，后命名为“天沔花鼓”，上世纪八十年代初改称“荆州花鼓戏”，是湖北江汉平原一带备受观众喜爱的地方戏曲剧种。该剧种已入选国家级非物质文化遗产。荆州花鼓戏发祥于清道光年间沔阳州一带（即今湖北省仙桃市）。闹年的花鼓、采莲船等民间歌舞，与“一人唱，众人和”的薅草歌为主流的田歌，以及三棒鼓、渔鼓、道情等民间说唱，共同构成了荆州花鼓戏的源头。荆州花鼓戏的声腔，具有江汉平原鲜明的地域特点。其主要声腔“高腔”是在当地流行的“薅草歌”基础上发展而成的戏曲声腔。
- 長陽巴山舞

長陽巴山舞是80年代興起的一種新型的群眾自娛性的集體舞蹈。它是由土家人民間古老的“跳喪”改革創新而發展起來。它一經問世便深受青睞。老世人奉為瑰寶，青年人視為愛物。它像一陣風從土家山寨吹進縣城，甚至涉足到現代舞廳，大有與外來“迪斯科”“搖擺舞”一爭高下之勢。《人民日報》海外版撰文指出：“當眾多的進口娛樂性舞蹈風靡一時之際，重山疊峰中的巴山舞卻佔據了那麼多樸實的心靈，這種文化景觀，帶給人們許多思考，至少，它開拓、展示了一片獨特的審美領域。”
- 荊楚文化神靈崇拜

楚地歸入統一的秦王朝版圖以及設置郡縣之後，荊楚大地的崇巫習俗，便逐漸融入以華夏本主神為主要尊崇對象的民間民俗活動之中。民間俗神崇拜習俗和佛教、道教等宗教習俗相互滲透，相互影響，由此形成了一種具有極強功利目的的文化景觀。其功利性特徵主要表現於祈福消災，趨吉避凶，以求得心理平衡的佔驗效應。
- 荊州關帝廟会

每年正月和農曆5月l3，關帝廟都要舉行大型廟會，屆時，湖北荊州人在這裡玩龍燈，劃採蓮船，騎馬射箭，吹喇叭套轎子，把關帝廟內外鬧騰得紅紅火火。荊州人敬仰關公，已成了千年不變的習俗。當年關羽出兵伐吳獲勝歸來，荊州軍民就在大北門外敲鑼打鼓放鞭炮，夾道歡迎祝捷，而今，此街仍名為“得勝街”。逢年過節，荊州人玩龍燈，耍龍的小伙子們都要先到關帝廟內拜拜關公，再沿古城街巷舞龍。荊州城生產的旅遊紀念品，也有以關公文化為主要內容的，如繡有關羽像的絲織手絹，印有關公的精緻背包，還有關公畫片、小塑像等等。荊州城內的賓館、商店和許多民宅，多喜歡在大堂供奉關公像，有的還一日一拜。荊州的大人小孩，差不多每人都能講上幾段關羽鎮守荊州的故事。
- 湖北过春节习俗

在湖北，過年是從臘月二十三開始的。有民謠雲：“二十三，送燈盞；二十四，剔魚刺；二十五，敲大鼓；二十六，福豬肉；二十七，除臟跡；二十八，福雞鴨；二十九，家家有。”一直和農耕文化息息相關的中國年，不管在物資短缺年代還是經濟發達時期，從來都是人們渴盼的特殊節日。在湖北江漢平原上，特別是農村地區，每到除夕夜來臨之前，人們習慣給已故的親人“上墳燈”，也叫“送燈亮”。就是把好吃好喝的送到祖墳上，再點上蠟燭祭祖。不過，這種風俗在很多地方已淡化。
- 武當山道教齋醮活動

遊人在遊覽武當山時，有時在宮觀內會聽到鼓樂聲聲，隨著悠揚婉轉的樂聲，道眾們身著金絲銀線的道袍，手持各式法器，吟唱古老的曲調，在壇場（殿堂）裡翩翩起舞，猶如在演一場古裝戏。這是武當山道教協會在舉行道教法事活動，也就是道教齋醮科儀，俗稱“辦道場”“做法事”“建醮”。
- 神農文化

神農架的歷史文化遺跡已鮮可尋覓。陽日的淨蓮寺，九衝的天觀廟，松香坪的白雲庵、觀音閣，只依稀辨認出斷壁殘垣。但是蘭英寨、松柏寨等古寨堡和大九湖古戰場保存得十分完好。1985年在紅坪、劉享寨相繼發現了兩塊保護山林的石碑。紅坪的護林石碑立於經坪西溝天門洞口的老岩石上，石碑約一米見方，上鐫“嚴禁山林”四個大字，落款為清同治元年，距今有100多年了。另一塊石碑立於劉享寨南麓一個名叫新大路埡的峰巒石壁上，石碑長83厘米，寬55厘米，刻於光緒十三年（1887年），上鐫“嚴禁石木”四個大字。這兩塊石碑是神農架古代保護山林的“石碑雙壁”。

### 楚文化

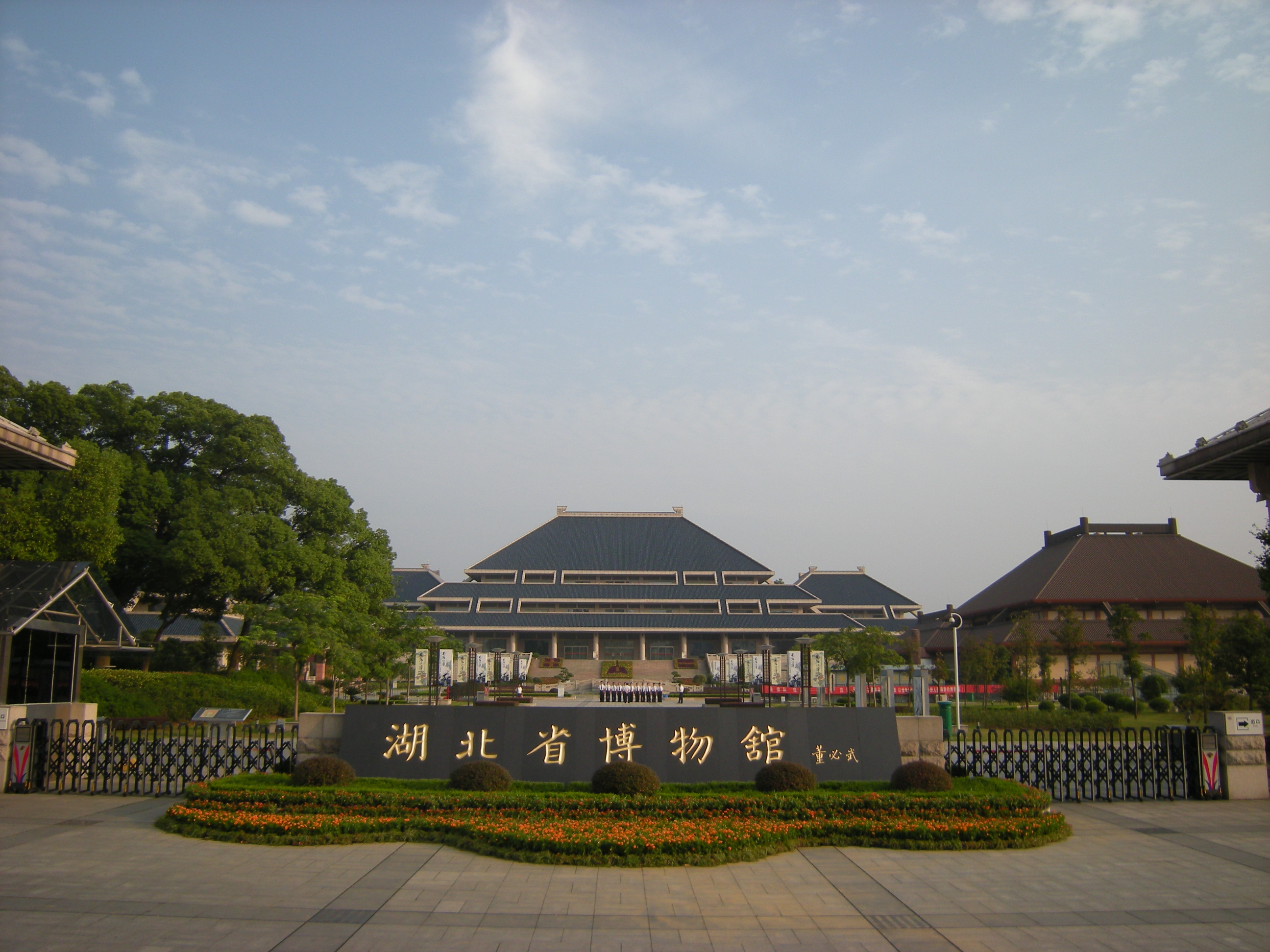
湖北省博物馆

楚文化指先秦时期在楚国蕴育，产生并发达的文化。湖北是楚文化的主要发祥地之一。荆楚文化特指在楚国灭亡之后，楚文化在湖北地区的继承，延续和发展。荆楚文化至今已有2000多年的历史。
- 国家级历史文化名城：江陵（荆州）、武汉、襄阳、随州、钟祥。

### 語言
湖北省大部分地区(包括武汉市)以漢語西南官话为主，现在湖北恩施自治州的土家族绝大多数也使用漢語的西南官话作为其第一语言。湖北省东部部分地区則主要通用江淮官话，东南部一带则通用赣语。

### 汉剧
汉剧是一种流行于湖北，但是对京剧和周边省份的曲目都有显著影响的剧目。

## 宗教
湖北宗教
湖北的主要宗教是中國民間信仰，道教和佛教。根據2007年和2009年進行的調查，湖北有6.5％的人口有祖先崇拜，0.58％的人口是基督徒。報告沒有提供其他宗教的統計數字； 92.92％的人口無宗教或信奉中國民間宗教，佛教，儒教和道教。
| - 荊州太暉觀 - 武漢寶通寺 - 襄陽廣德寺 - 武漢湖北省基督教感恩堂 - 武漢花園山聖家堂 - 武漢汉口圣母无原罪堂 - 武漢汉口东正教堂 |

## 自然文化景观

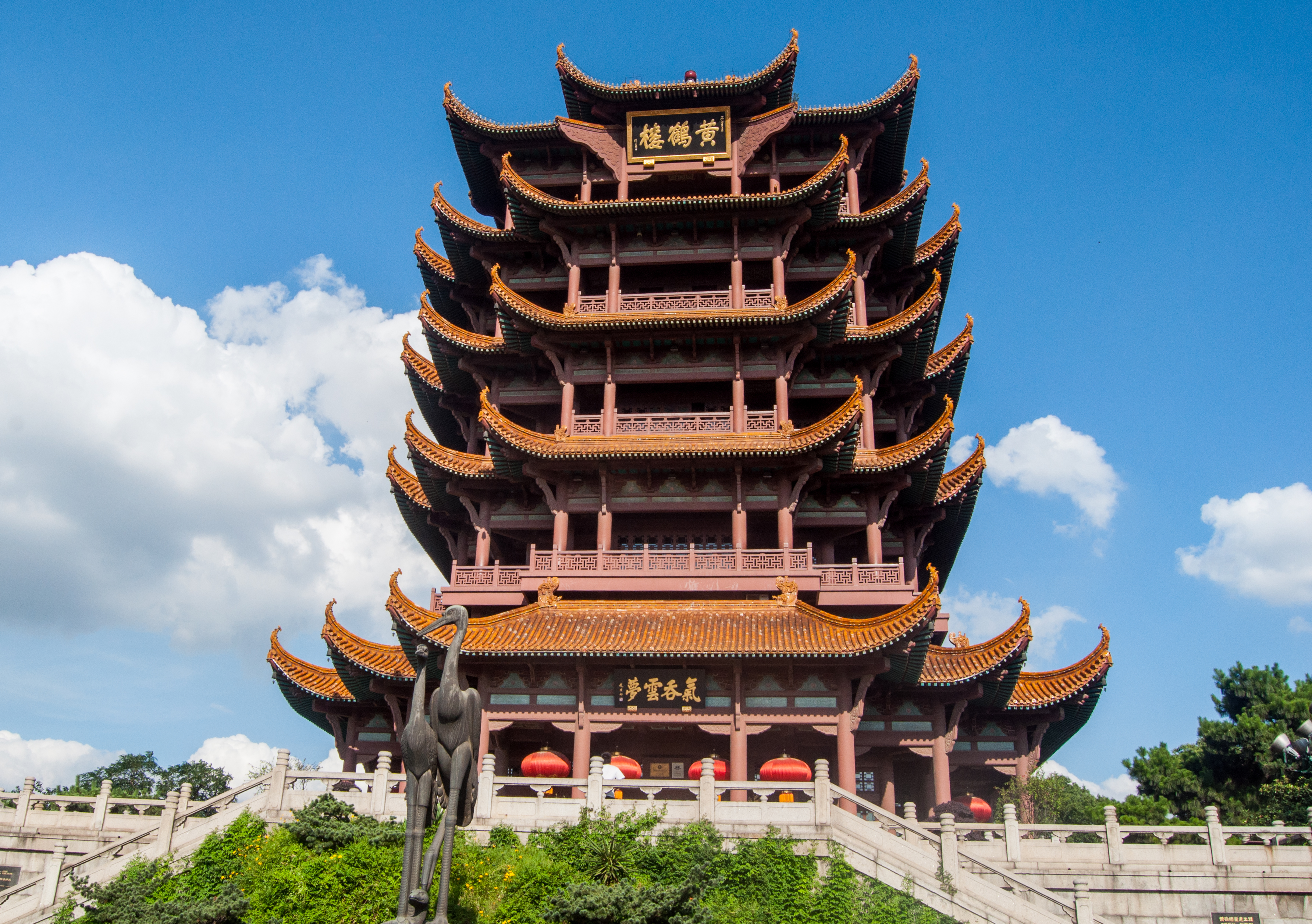
黄鹤楼

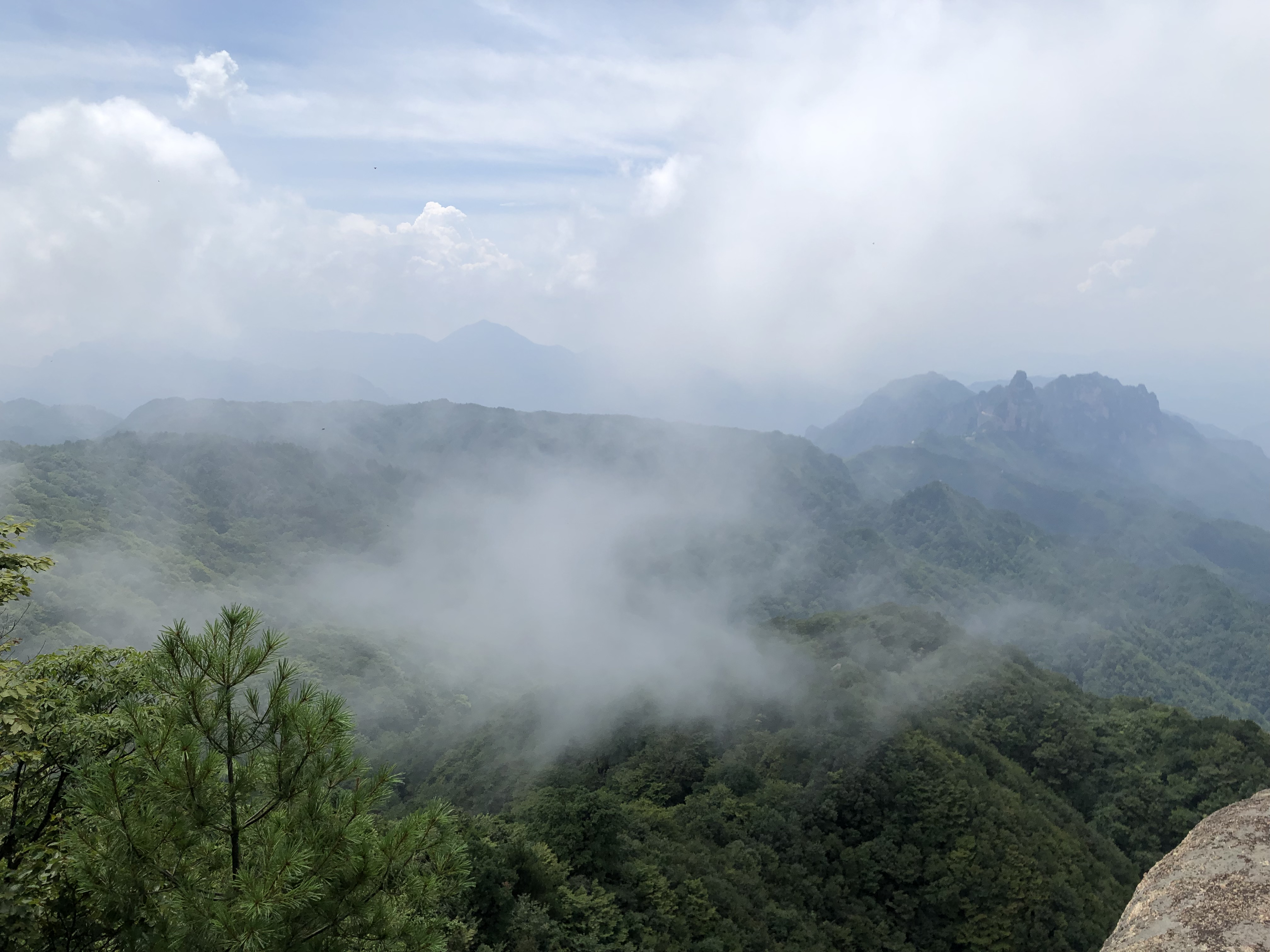
大老岭国家森林公园

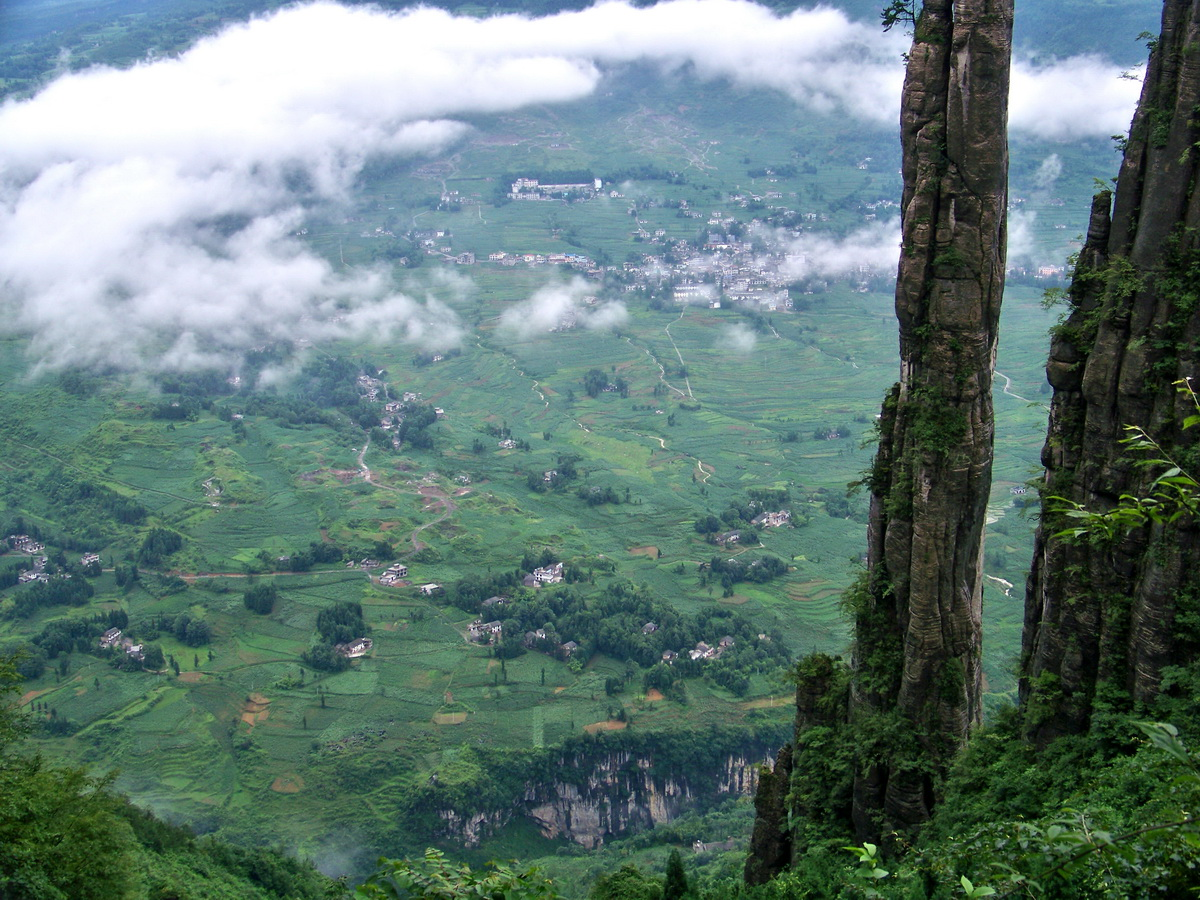
恩施大峡谷

- 黄鹤楼
- 古琴臺
- 長春觀
- 归元寺
- 宝通寺
- 晴川閣
- 东湖
- 武当山
- 木兰山
- 神农架
- 长江三峡
- 神农溪
- 隆中
- 恩施大峡谷
- 清江画廊
- 九宫山
- 龟峰山

## 教育
湖北是教育大省。高等教育和中等教育都在中国名列前茅。

### 高等教育
湖北省武汉市是中国五大高等教育中心之一。
目前湖北共有普通本科院校41所，其中部属普通本科院校8所，普通本科军事院校6所，省属普通本科院校27所。全省所有高等院校的名称和地址参见中国大陆高等学校列表。
- 部属普通本科院校

| 武汉大学     | 华中科技大学     | 武汉理工大学 | 中国地质大学（武汉） |
| 华中师范大学 | 中南财经政法大学 | 华中农业大学 | 中南民族大学         |

- 普通本科军事院校

| 中国人民解放军海军工程大学 | 中国人民解放军空军预警学院 | 中国人民解放军火箭军指挥学院 | 中国人民解放军信息支援部队工程大学 |

- 省属普通本科院校

| 湖北大学         | 长江大学     | 江汉大学         | 三峡大学       | 武汉科技大学     | 湖北工业大学         | 湖北大学知行学院 | 湖北第二师范学院 |
| 湖北民族大学     | 湖北理工学院 | 汉口学院         | 武汉传媒学院   | 武汉文理学院     | 湖北经济学院法商学院 | 武汉工商学院     | 武汉纺织大学     |
| 武汉工程大学     | 武汉轻工大学 | 武汉商学院       | 湖北中医药大学 | 湖北师范大学     | 黄冈师范学院         | 武昌理工学院     | 武汉东湖学院     |
| 武汉城市学院     | 湖北文理学院 | 武汉体育学院     | 湖北美术学院   | 武汉华夏理工学院 | 湖北汽车工业学院     | 文华学院         | 武昌首义学院     |
| 武汉学院         | 湖北理工学院 | 湖北商贸学院     | 湖北科技学院   | 湖北医药学院     | 湖北警官学院         | 武汉音乐学院     | 湖北经济学院     |
| 武汉工程科技学院 | 荆楚理工学院 | 武汉生物工程学院 | 湖北工程学院   |                  |                      |                  |                  |

### 中等教育
湖北的中等教育在全国处于领先地位。在历年国际中学生奥林匹克竞赛中，湖北学生均取得优异成绩。湖北省也素有“中学奥林匹克竞赛之乡”的美誉。华师一附中、黄冈中学、襄阳四中、襄阳五中、夷陵中学、黄石二中、荆门龙泉中学、武汉外国语学校、荆州中学、沙市中学、仙桃中学、鄂南高中等一批著名中学每年都有大量考生通过参加高考、考前保送等方式进入海内外知名高校继续深造。

## 政治

### 地方首长
| 机构     | · 中国共产党 · 湖北省委员会 | 湖北省人民代表大会 常务委员会 | 湖北省人民政府       | · 中国人民政治协商会议 · 湖北省委员会 |
| 职务     | 书记                        | 主任                          | 省长                 | 主席                                  |
| -------- | --------------------------- | ----------------------------- | -------------------- | ------------------------------------- |
| 姓名     | 王蒙徽                      | 王蒙徽                        | 王忠林               | 孙伟                                  |
| 民族     | 汉族                        | 汉族                          | 汉族                 | 汉族                                  |
| 籍贯     | 江苏省盐城县                | 江苏省盐城县                  | 山东省费县           | 山东省蓬莱县                          |
| 出生日期 | 1960年1月（65歲）           | 1960年1月（65歲）             | 1962年8月（62—63歲） | 1961年12月（63歲）                    |
| 就任日期 | 2022年3月                   | 2023年1月                     | 2021年5月            | 2022年1月                             |

## 友好省州关系
| 与湖北省结为友好城市的省州 |
| - 美国俄亥俄州 - 美国亚拉巴马州 - 德国萨尔州 - 德国萨克森州 - 法國洛林大区 - 法國阿基坦大区 - 挪威泰勒马克郡 - 俄羅斯萨拉托夫州 - 白俄羅斯布列斯特州 - 乌克兰基辅州 - 楚河州 - 羅馬尼亞加拉茨县 - 喀麦隆南方省 - 巴西南大河州 - 菲律賓莱特省 - 荷蘭海尔德兰省 - 埃尔奥罗省 - 莫桑比克加扎省 - 波蘭庫亞維-濱海省 - 瑞典达拉纳省 - 比利时瓦隆大区 - 義大利坎帕尼亚大区 - 伊朗东阿塞拜疆省 - 匈牙利傑爾-莫松-肖普朗州 - 忠清北道 |